# Ken Asaeda
Ken Asaeda (jap. 朝枝 健 Asaeda Ken; * 27. Juli 1983 in Mannheim) ist ein ehemaliger deutsch-japanischer Fußballspieler.

## Als Spieler
Ken Asaeda spielte seit seinem 13. Lebensjahr in der Jugend des SV Waldhof Mannheim. Vor dem Abstieg der Blau-Schwarzen aus der 2. Bundesliga 2003 spielte der Deutsch-Japaner bereits für das damals ebenfalls viertklassige Amateurteam der Mannheimer. Am 27. April 2003 kam Asaeda zu seinem einzigen Zweitliga-Einsatz, beim Stand von 0:1 wurde er in der 80. Minute von Trainer Stefan Kuntz für Kenan Koçak gegen den Karlsruher SC eingewechselt. Das Spiel wurde am Ende mit 0:2 verloren. Durch die Nichterteilung der Regionalliga-Lizenz zur Saison 2003/04 musste der SV Waldhof direkt in der Oberliga Baden-Württemberg starten. Ken Asaeda rückte hier in die völlig neu formierte 1. Mannschaft der Mannheimer vor und avancierte, auch dank seiner Laufbereitschaft, schnell zum Publikumsliebling. Von 2003 bis 2007 erzielte er in 120 Oberliga-Spielen 13 Tore für den SV Waldhof. Im Sommer 2007 wechselte der 1,71 Meter große Spieler ablösefrei zu Fortuna Düsseldorf, wo er jedoch überwiegend in der Oberliga-Reserve eingesetzt wurde. Von dort ging es im Sommer 2008 weiter in die neue Regionalliga Süd zu Viktoria Aschaffenburg. In der Saison 2009/10 spielte Asaeda in der 3. Liga für den Wuppertaler SV Borussia. Mit Ende der Saison 2009/10 wechselte Asaeda für ein Jahr in die Regionalliga Süd zum KSV Hessen Kassel, für den er insgesamt 27 Spiele absolvierte, in denen er allerdings ohne Torerfolg blieb. Zur Saison 2011/12 wechselte Asaeda zum zweiten Mal zum Wuppertaler SV Borussia, der mittlerweile in der Regionalliga West spielte. Dort kam er jedoch nur sporadisch zum Einsatz und pendelte meist zwischen erster und zweiter Mannschaft. Daraufhin verließ Asaeda den Verein nach einem Jahr und schloss sich Rot-Weiß Oberhausen an. In seiner ersten Oberhausener Spielzeit kam er auf 18 Ligaeinsätze, in der folgenden Saison 2013/14 wurde er jedoch nicht mehr im Kader der ersten Mannschaft berücksichtigt. Daraufhin löste Asaeda seinen Vertrag im Januar 2014 auf und wechselte zu Eintracht Trier. Am Saisonende beendete er dann seine aktive Spielerlaufbahn.

## Als Trainer
Seit 2016 ist Ken Asaeda Trainer im Jugendbereich von Rot-Weiß Oberhausen.